# Beauty and the Beast (2009)
Beauty and the Beast (deutscher Alternativtitel: Die Schöne und die Bestie) ist ein australischer Fantasyfilm von David Lister aus dem Jahr 2009.

## Handlung
Als der König stirbt, befindet sich das Land in Aufruhr, da kein bekannter Thronfolger zur Verfügung steht. Insbesondere Graf Rudolf will die Macht an sich reißen und verbündet sich mit der Hexe Lady Helen. Zusammen schmieden sie einen perfiden Plan. Graf Rudolf soll das „Biest“ zur Strecke bringen, das das Land angeblich unsicher macht. Da das Biest jedoch friedlich ist, hetzt Lady Helen einen Troll auf die Dorfbewohner und lässt es so aussehen, als wäre das Biest der Schuldige. Belle erhält vom Dorfpolizisten Otto den Auftrag das Biest zu suchen und seine Unschuld zu beweisen.
Zwar kann Belle das Vertrauen des Biestes gewinnen, doch als der Troll ihre Mutter tötet und das Biest bei der Leiche aufgegriffen wird, verliert auch sie kurzfristig das Vertrauen. Belle erfährt jedoch von Otto, dass es sich bei dem Biest um den eigentlichen Thronfolger handelt, der von Lady Helen verzaubert wurde. Zwar versuchen Otto und Helen die Gerichtsverhandlung platzen zu lassen, doch schließlich wird der Schuldspruch verkündet. In letzter Sekunde rettet Belle das Biest. Gemeinsam machen sie sich auf, die Hexe zur Strecke zu bringen. Dies gelingt auch, doch Rudolph hat zwischenzeitlich den Troll unter seine Kontrolle gebracht und will sich zum König krönen lassen.
Beim Showdown zwischen Belle und dem Biest auf der einen, dem Troll und Rudolf auf der anderen Seite, gelingt es den beiden Helden, den Grafen und den Troll mit verzauberten Waffen in Stein zu verwandeln. Das Biest verwandelt sich schließlich in einen Menschen und wird unter seinem Geburtsnamen Maximilian zum König ernannt.

## Hintergrund
Der Film wurde in Gold Coast im australischen Bundesstaat Queensland für den US-amerikanischen Fernsehsender Syfy gedreht. Der Film gehört zu einer Reihe von Neuinterpretationen älterer Märchenstoffe, die Syfy von 2010 bis 2012 in Auftrag gab.
Der Film wurde am 5. Juni 2010 erstmals im deutschsprachigen Fernsehen auf dem Pay-TV-Sender SciFi Channel (heute: Syfy) ausgestrahlt und erschien anschließend sowohl auf Blu-ray als auch auf DVD.

## Kritiken
Der B-Film erhielt überwiegend schlechte Kritiken. Kritisiert wurde vor allem, dass der Film mit der eigentlichen Geschichte um Die Schöne und das Biest wenig zu tun hat, die Spezialeffekte wie auch die zeitweise zu sehenden Splattereffekte billig wirken würden und die Story ziemlich wirr gehalten sei.
Dani Maurer des Schweizer Online-Filmportal Outnow.CH schreibt: „Diese Version von Beauty and the Beast ist für Trashfans noch einigermassen anschaubar. Zwar werden auch die wegen der langweiligen Umsetzung der Geschichte bald ungeduldig, aber immerhin kann man sich ab den schlechten Effekten amüsieren und sich fragen, warum Schauspieler für solche Leistungen überhaupt bezahlt werden.“